# Ghazali (Kloster)
Die Klosteranlage von Ghazali liegt bei einer Mikro-Oase im Wadi Abu Dom etwa 15 km südöstlich der Stadt Merowe im Sudan.

## Geschichte
Die Anlage besteht aus einer aus Sandstein errichteten Basilika, einer weiteren, aus Ziegeln errichteten Kirche, Nebengebäuden (unter anderem dem gut erhaltenen Refektorium), sowie umliegenden Friedhöfen und Siedlungsspuren. Sie wird in die frühe Epoche des Reichs von Makuria datiert.
Das Kloster ist bereits seit dem 19. Jahrhundert bekannt und wurde unter anderem von Karl Richard Lepsius dokumentiert. Eventuell waren bei einigen Gebäuden damals noch Reste eines oberen Stockwerks erhalten, die heute vollständig verfallen sind.
Die zentrale Kirche wurde in den Jahren 1955–56 unter der Leitung von Peter Shinnie freigelegt. Seit 2012 wird die Ruinenstätte von einem Team des Polish Center of Mediterranean Archaeology unter der Leitung von Artur Obluski ausgegraben und restauriert.